# Path of Exile
Path of Exile je online akční RPG videohra zasazená v temném fantasy světě. Hra byla vytvořena novozélandským nezávislým vývojářským studiem Grinding Gear Games a je ke stažení zdarma na bázi free-to-play s podporou „etických mikrotransakcí“. Verze Open Beta byla vydána 23. ledna 2013. Počet hráčů během března 2013 dosáhl dvou milionů. Hra 23. října 2013 opustila verzi Open Beta a byla jako plná hra byla vydána na službě Steam a na vlastním webu vývojáře.
Na začátku hry je možné vybrat si ze šesti hrdinů – witch, templar, marauder, duelist, huntress a shadow (poté lze v průběhu hry odemknout postavu scion),